# Clinanthus incarnatus
Clinanthus incarnatus är en amaryllisväxtart som först beskrevs av Carl Sigismund Kunth, och fick sitt nu gällande namn av Alan W. Meerow. Clinanthus incarnatus ingår i släktet Clinanthus, och familjen amaryllisväxter. Inga underarter finns listade i Catalogue of Life.